# Murale (Darwich)
Murale  (جدارية, Jidariya) est un recueil de poèmes de Mahmoud Darwich paru en arabe à Beyrouth en 2000 et en traduction française en 2003.

## Sujet du recueil
« C'est au souvenir d'une grave maladie qui lui fit côtoyer la camarde que le poète palestinien Mahmoud Darwich a composé cette parabole sur l'exil et la résistance, Al Jidariyya, miroitant poème également intitulé Murale. »
Murale exprime la dualité vie/mort à la manière des fresques antiques ou des odes religieuses musulmanes, pour exprimer la maladie et le mystère de la mort.

## Réception
Ce recueil est considéré comme particulièrement réussi et représentatif de l'art de Mahmoud Darwich : « L’identité se forge alors par le détour de l’altérité. « Voici ton nom / Dit une femme » : ainsi s’ouvre le magnifique recueil de Mahmoud Darwich, Murale » ; « L’exemple le plus poétique serait dans Murale : « Ma langue est métaphore de la métaphore » ».